# Paul Janssen (voetballer, 1970)
Paul Janssen (Waubach, 25 maart 1970) is een Nederlands voormalig profvoetballer die van 1988 tot 1992 uitkwam voor Roda JC en VVV.
Op 6 december 1987 debuteerde Janssen namens Roda JC als invaller voor John de Jong tijdens een uitwedstrijd bij FC Utrecht. Om meer aan spelen toe te komen verhuurde de eredivisionist hem in het seizoen 1990-91 samen met ploeggenoten Erwin Vanderbroeck en Roger Polman aan eerstedivisionist VVV. Daar beleefde de aanvallende middenvelder een succesvol jaar. Trainer Henk Rayer deed regelmatig een beroep op hem en in de nacompetitie dwong VVV promotie af naar de eredivisie. Na afloop van het seizoen keerde Janssen weer terug naar Kerkrade en belandde er opnieuw op de reservebank. Hierna vertrok hij naar de amateurs van SVN. Een jaar later verkaste Janssen naar Germania Teveren. In september 1994 mocht Janssen niet meer voor Teveren uitkomen omdat hij in de zomer een contract bij FC Gütersloh getekend had. In december 1994 kwamen de partijen tot overeenstemming en Janssen bleef bij Teveren. Met de club promoveerde hij in 1996 naar de Regionalliga West/Südwest, destijds het derde niveau in Duitsland. Halverwege zijn 14e seizoen in Teveren vertrok hij naar SV Höngen/Saeffelen om daar op een lager niveau verder te voetballen.

## Statistieken
| Seizoen | Club             | Land      | Competitie                | Wed. | Goals |
| ------- | ---------------- | --------- | ------------------------- | ---- | ----- |
| 1988/89 | Roda JC          | Nederland | Eredivisie                | 1    | 0     |
| 1988/89 | Roda JC          | Nederland | Eredivisie                | 3    | 0     |
| 1989/90 | Roda JC          | Nederland | Eredivisie                | 2    | 0     |
| 1990/91 | → VVV            | Nederland | Eerste divisie            | 27   | 2     |
| 1991/92 | Roda JC          | Nederland | Eredivisie                | 1    | 0     |
| 1992/93 | SVN              | Nederland | Zondag Hoofdklasse C      | ??   | ?     |
| 1993/94 | Germania Teveren | Duitsland | Oberliga Nordrhein        | ??   | ?     |
| 1994/95 | Germania Teveren | Duitsland | Oberliga Nordrhein        | ??   | ?     |
| 1995/96 | Germania Teveren | Duitsland | Oberliga Nordrhein        | ??   | ?     |
| 1996/97 | Germania Teveren | Duitsland | Regionalliga West/Südwest | 28   | 2     |
| 1997/98 | Germania Teveren | Duitsland | Regionalliga West/Südwest | 31   | 1     |
| 1998/99 | Germania Teveren | Duitsland | Oberliga Nordrhein        | ??   | 7     |
| 1999/00 | Germania Teveren | Duitsland | Oberliga Nordrhein        | ??   | ?     |
| 2000/01 | Germania Teveren | Duitsland | Verbandsliga Mittelrhein  | ??   | ?     |
| 2001/02 | Germania Teveren | Duitsland | Verbandsliga Mittelrhein  | ??   | ?     |
| 2002/03 | Germania Teveren | Duitsland | Verbandsliga Mittelrhein  | ??   | ?     |
| 2003/04 | Germania Teveren | Duitsland | Landesliga Mittelrhein    | ??   | ?     |
| 2004/05 | Germania Teveren | Duitsland | Verbandsliga Mittelrhein  | ??   | ?     |
| 2005/06 | Germania Teveren | Duitsland | Verbandsliga Mittelrhein  | ??   | ?     |
| 2006/07 | Germania Teveren | Duitsland | Landesliga Mittelrhein    | 6    | 0     |

## Trivia
Janssen wordt nogal eens verward met zijn één jaar jongere naamgenoot Paul Janssen, een eveneens uit Limburg afkomstige profvoetballer die tussen 1991 en 2005 onder contract stond bij Fortuna Sittard, NAC Breda, FC Den Bosch en FC Groningen.